# Chalkogenidové sklo
Chalkogenidová skla jsou amorfní pevné látky obsahující jeden z následujících prvků: síra, selen, telur. Oxidová skla se do této kategorie nezařazují. Důvod lze spatřovat v elektronegativitě kyslíku (značně odlišné od ostatních prvků) a tím i struktuře a vlastnostech oxidových skel. Skla na bázi Po2− prakticky nejsou vzhledem k radioaktivitě a malému rozšíření Po studována.
Klasickými představiteli chalkogenidových skel jsou systémy As-S či Ge-S, které se vyznačují snadnou sklotvorností v širokém rozmezí koncentrací jednotlivých prvků. Taková skla se používají jako pevné elektrolyty pro elektrochemické články. Skla se vyznačují vysokou termodynamickou a elektrochemickou stabilitou.
S rostoucí molární hmotností prvků obvykle klesá sklotvornost systému, tj. S>Se>Te.
Z elektrického hlediska patří tyto materiály mezi amorfní polovodiče. Vodivost je většinou p-typu. Z optických vlastností je příznačná vysoká propustnost v infračervené oblasti spektra, vysoký index lomu.
Platí, že s rostoucí molární hmotností prvků klesá šířka zakázaného pásu (tj. S>Se>Te) a dochází k posunu krátkovlnné i dlouhovlnné absorpční hrany k vyšším vlnovým délkám (nižším energiím). Z tohoto důvodu jsou skla na bázi lehkých prvků (převážně sulfidy arsenu, germania, ...) průhledná (od žluté po temně rudou), zatímco skla na bázi Se, Te jsou již neprůhledná kovově šedého vzhledu.

## Aplikace
- optické prvky (čočky, difrakční mřížky, vlnovody, ...) v infračervené oblasti spektra
- aktivní materiál fotovoltaických panelů (systém Cu-In-Se, Cu-In-Ga-Se)
- aktivní materiál PMC (Programmable Metallization Cell) pamětí (systémy (Ag)-Ge-S resp. (Ag)-Ge-Se)
- záznamový materiál v přepisovatelných Optických discích resp. PC-RAM/P-RAM/C-RAM pamětech (systémy s nízkou sklotvorností (zejména Ge-Sb-Te, Ag-In-Sb-Te))
- membrány ionově selektivních elektrod (ISE)
- hostitelská matrice pro ionty vzácných zemin v pevnolátkových laserech (Ga-La-S)